# Aimable Pélissier
Pour les articles homonymes, voir Pélissier.
Aimable Jean Jacques Pélissier, duc de Malakoff, né le 6 novembre 1794 à Maromme près de Rouen, et mort le 22 mai 1864 à Alger, dans la colonie française d'Algérie, est un général de division et administrateur colonial français, élevé à la dignité de maréchal de France en 1855.
Artilleur de formation, il sert ensuite dans l'état-major et remplit à de nombreuses reprises les fonctions d'aide de camp. Il participe ensuite à la conquête de l'Algérie, devient tristement célèbre pour l'enfumade du Dahra, et en ressort quinze ans plus tard avec le grade de général de division. Appelé en Crimée pour y prendre le commandement en chef des troupes françaises, il est fait maréchal de France après la chute de Sébastopol le 12 septembre 1855.
Titré duc de Malakoff en récompense de cette victoire, Pélissier enchaîne les postes sous le Second Empire avant d'être nommé gouverneur général de l'Algérie en 1860. Il meurt dans l'exercice de ses fonctions à Alger, le 22 mai 1864.

## Biographie

### Jeunesse
Fils de Pierre Pélissier, commissaire des poudres et salpêtres, et de Catherine Chartier, le jeune homme choisit la voie militaire et entre à l’Académie de La Flèche le 12 janvier 1814. Peu après, le 25 août, il intègre l'école de Saint-Cyr et en ressort avec le grade de sous-lieutenant le 18 mars 1815. À cette date, il est incorporé dans l'artillerie de la Maison du Roi avant de passer au 57e régiment d'infanterie de ligne le 10 avril de la même année, Louis XVIII ayant fui le retour de Napoléon le 19 mars. Alors que se déroule la campagne de Belgique, il sert sur le Rhin avec son unité et ne participe donc pas aux combats. L'année 1815 s'achève par une affectation à la légion départementale de la Seine-Inférieure, corps au sein duquel Pélissier sert pendant quatre ans.
Il est ensuite affecté au corps d'état-major en 1819. En 1823, il fait l'expédition d'Espagne comme aide de camp et reçoit les croix de la Légion d'honneur et de Saint-Ferdinand d'Espagne. En 1828, il participe à la campagne de Morée et, à cette occasion, reçoit la croix de Saint-Louis. 

### Conquête de l'Algérie
Il prend part à l’expédition d'Alger de 1830, ce qui lui vaut à son retour le grade de chef d'escadron. Après quelques années à l'état-major à Paris, il est envoyé de nouveau en Afrique du Nord, en 1844, lors de la guerre du Maroc, et commande l'aile gauche française à la bataille d'Isly. Il occupe le poste de chef d'état-major de la province d'Oran avec le grade de lieutenant-colonel.

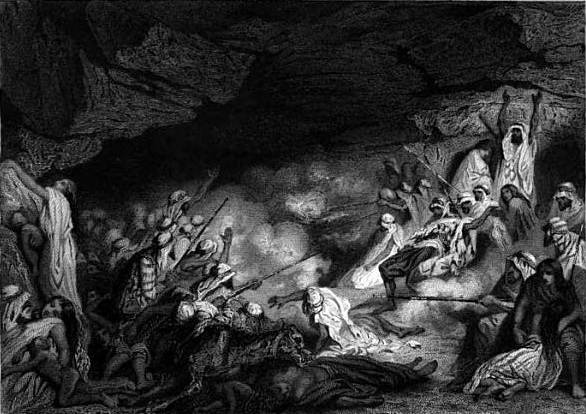
L'enfumade dans les Grottes du Dahra, par Tony Johannot, 1845.

Pélissier a un comportement particulièrement inhumain lors de l’enfumade du Dahra, en juin 1845, au cours duquel il fait périr un millier de combattants et civils (dont femmes, enfants et vieillards), sans distinction, qui avaient cru trouver asile dans les grottes du Dahra. Malgré le scandale, durant lequel le ministre de la Guerre Jean-de-Dieu Soult le désavoua totalement, déclarant que « la peau de l'un de mes tambours avait plus de valeur que ces 760 personnes », le gouverneur-général Bugeaud nomma Pélissier, qui n'avait fait que suivre les méthodes conseillées par le gouverneur, au grade de général de brigade. Il est ensuite promu général de division en 1850, puis nommé une première fois gouverneur-général de l’Algérie en mai 1851, poste qu'il conserve pendant sept mois.
Le 4 décembre 1852, il prend l'oasis de Laghouat avec le général Youssouf. Environ les deux tiers (2 500 à 3 000 sur un total de 4 500 habitants restant dans la ville assiégée)[réf. nécessaire], y compris des femmes et des enfants, sont massacrés.

### Guerre de Crimée et maréchal de France

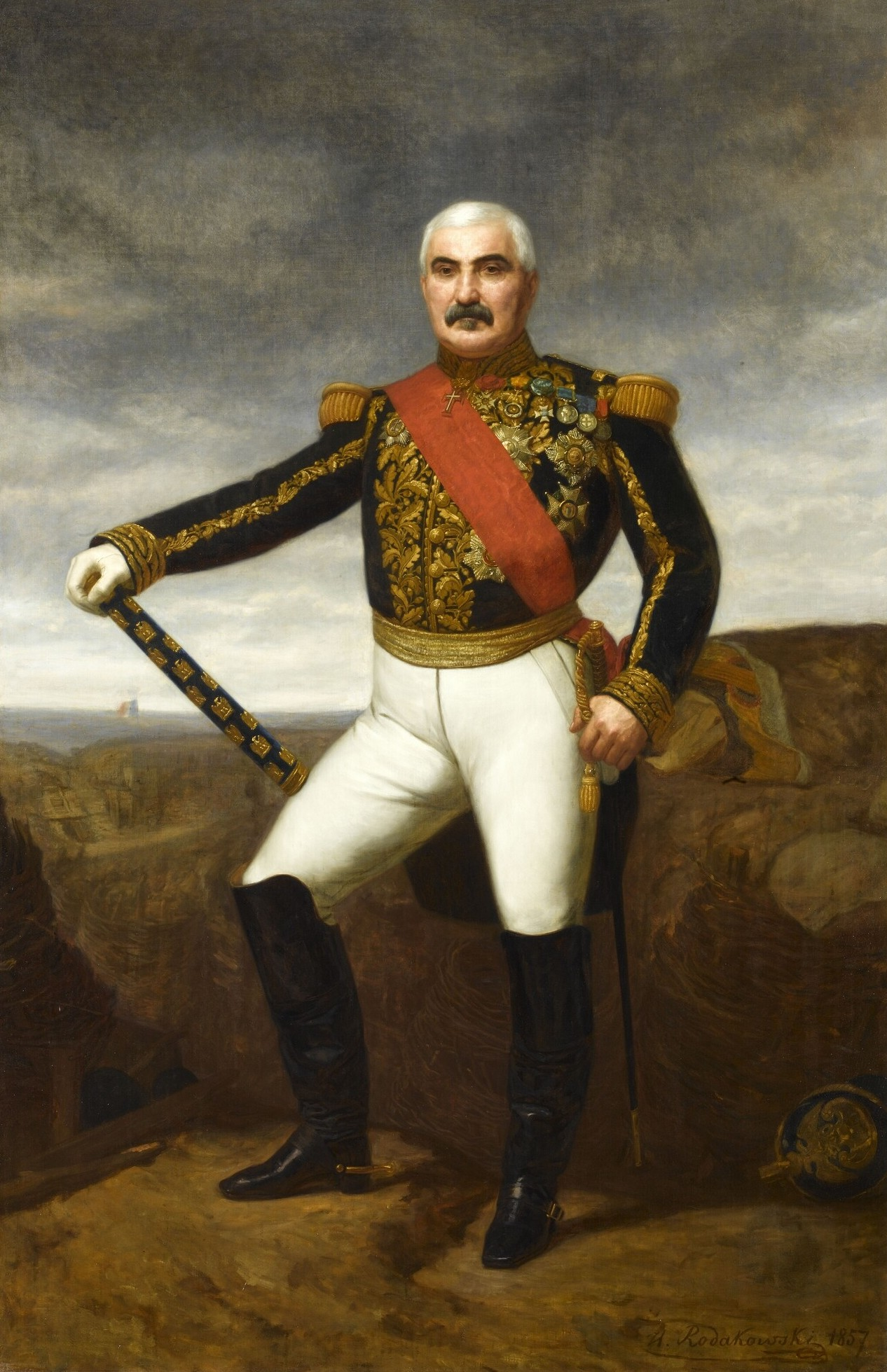
Le maréchal Pélissier, duc de Malakoff. Huile sur toile d'Henryk Rodakowski, 1857.

En mai 1855, il est envoyé en Crimée, où il remplace le maréchal Canrobert comme commandant en chef des forces françaises devant Sébastopol. Son commandement se caractérise par une pression impitoyable sur l’ennemi et une détermination immuable à mener sa campagne hors de toute ingérence parisienne. Sa persévérance est récompensée le 8 septembre avec le succès de l’assaut donné sur Malakoff. Le 12, il est promu maréchal de France. Franc-maçon, il participe à la création de la loge « St Jean de Crimée » pendant le siège de Sébastopol, en 1856.

### Retour en France
À son retour à Paris, il est nommé sénateur, fait duc de Malakoff et nanti d’une pension annuelle de 100 000 francs par Napoléon III. De mars 1858 à mai 1859, il est ambassadeur de France à Londres, d’où il est rappelé pour prendre le commandement de l’armée d’observation sur le Rhin. Il devient la même année grand chancelier de la Légion d'honneur.

### Gouverneur de l'Algérie
Dans son discours à Alger du 19 septembre 1860, Napoléon III dit que « Le but de la France doit être d'élever les Arabes à la dignité d'hommes libres, de répandre sur eux l'instruction, tout en respectant leur religion, d'améliorer leur existence en faisant sortir de cette terre tous les trésors que la Providence y a enfouis et qu'un mauvais gouvernement laisserait stériles. » Cependant, après la suppression du ministère pour l’Algérie et les colonies, Napoléon III se voit contraint, en décembre 1860, de rétablir le poste de gouverneur-général de l’Algérie : la nomination du maréchal Pélissier est accueillie avec enthousiasme, aussi bien par l'armée que par les fonctionnaires civils et les colons. Il est secondé par le général de Martimprey et Gustave Mercier-Lacombe.
Napoléon, conseillé par Ismaïl Urbain, fait adopter le Sénatus-consulte du 22 avril 1863 que Pélissier met en œuvre sans enthousiasme. D'après le général du Barail, il avait beaucoup vieilli : « alourdi, empâté, somnolent, il s'en remettait au prestige de sa gloire et au souvenir de ses actes passés d'implacable rigueur pour maintenir l'Algérie dans le calme et la soumission. Il n'avait jamais beaucoup aimé le travail et ne l'aimait plus. Les occupations sérieuses le fatiguaient ; il les écartait, cueillait les roses du pouvoir et en dédaignait les épines … [t]ant et si bien qu'un beau matin de mars 1864, on se réveilla avec une insurrection sur les bras. »
Militaires, colons et caïds se montrent réticents à mettre en œuvre le projet de Napoléon III, tandis que le peuple algérien est hostile au « cantonnement » (la spoliation de leurs terres, destinées aux colons, en dépit de l’empereur). Les Sidi Cheikh se soulèvent en mars 1864, suivis par les Flittas en mai, dans la région de Relizane. Si Slimane écrase le colonel Beauprêtre et ses troupes, puis son frère Si Mohammed étend l’insurrection à presque tout le Tell. 
Pélissier meurt le 22 mai 1864, d’une congestion cérébrale.
Un village voisin de Mostaganem, Les Libérés militaires, est alors rebaptisé Pélissier en son honneur, avant de prendre le nom de Sayada lors de l'indépendance de l'Algérie.
Durant sa carrière, Pélissier a été couvert d'honneurs et a été le premier maréchal du Second Empire créé duc.

## Distinctions
France
- Légion d'honneur :
  - Légionnaire (1823), puis,
  - Officier (1830), puis,
  - Commandeur (1843), puis,
  - Grand officier (1851), puis,
  -  Grand-croix de la Légion d'honneur (1853) ;
- Ordre royal et militaire de Saint-Louis :
  -  Chevalier de l'ordre royal et militaire de Saint-Louis (1829) ;
- Médaille militaire (1852) ;
- Médaille de Sainte-Hélène ;

 Royaume-Uni de Grande-Bretagne et d'Irlande
- Chevalier Grand-croix de l'Ordre du Bain ;

 Royaume de Belgique
- Grand cordon de l'ordre de Léopold

 Royaume d'Espagne
- Grand-croix de l'Ordre royal et militaire de Saint-Ferdinand (1855) ;

 Royaume de Sardaigne
- Grand-croix de l'ordre militaire de Savoie (1855) ;

 Tunisie
- Grand-croix du Nichan Iftikhar (1858) ;

 Perse
- Grand-croix de l'Ordre du Lion et du Soleil ;

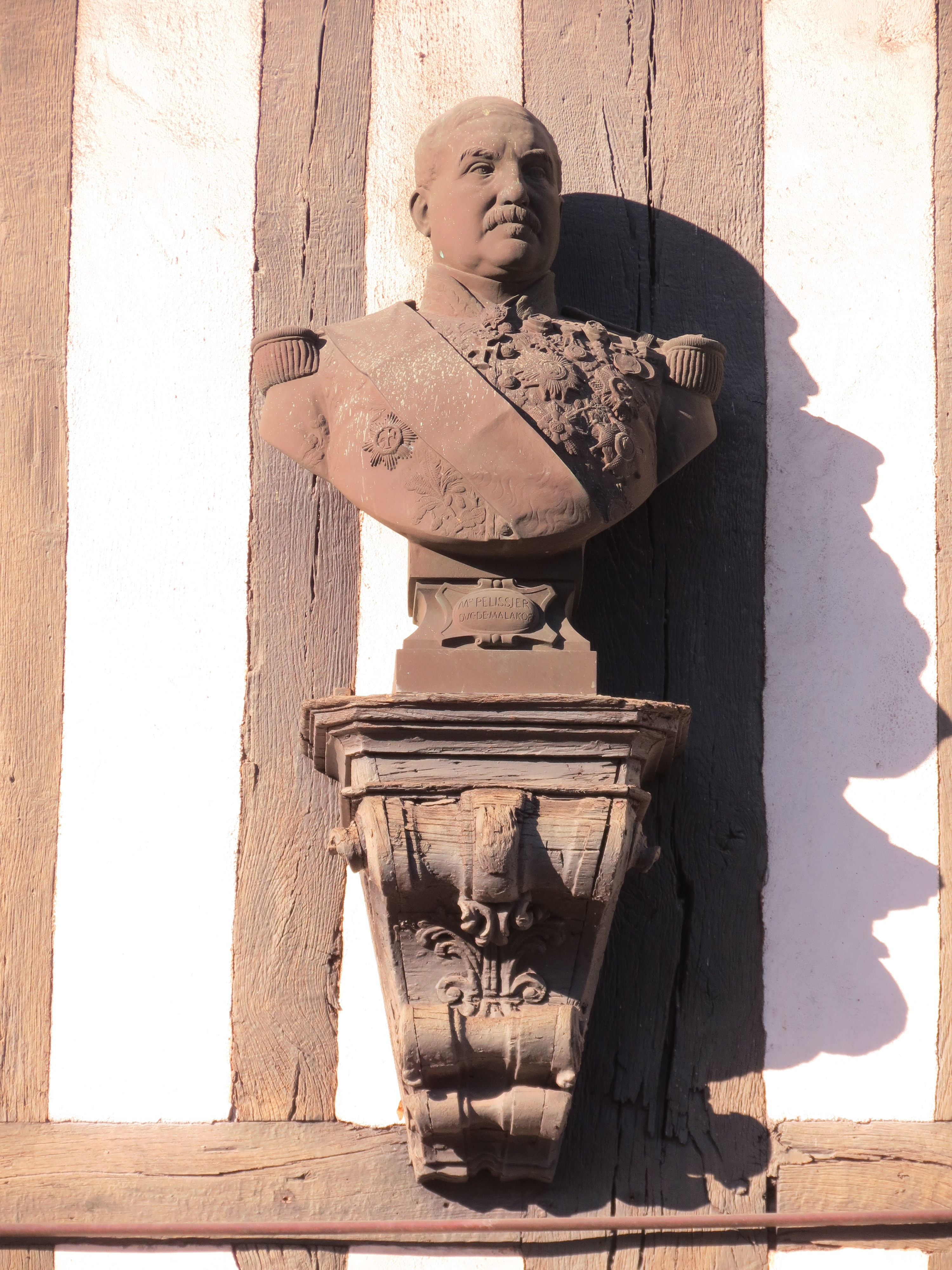
Buste du maréchal Pélissier sur sa maison natale à Maromme.

 Empire ottoman
- Chevalier de 1re classe de l’Ordre du Médjidié.

## Hommages, postérité
Sa maison natale existe toujours à Maromme. De même, le quartier Pélissier, dans le quartier Saint-Sever à Rouen, a hébergé le 74e régiment d'infanterie.
La Société royale Les Pélissiers de Binche en Belgique porte son nom en l'honneur du maréchal Pélissier.

## Mention dans la littérature
Karl Marx fait une courte mention, dans un texte de 1857 où il dénonce les crimes de la colonisation, de l'enfumade du Dahra : « les Arabes rôtis dans la grotte où ils étaient entassés par un maréchal français ».

## Armoiries
| Figure | Blasonnement |
|        | Armes du duc de Malakoff : Écartelé : au 1, d'azur, à une épée d'or; au 2, d'or, à un palmier de sinople; au 3, d'or, au lion de gueules, couronné du même; au 4, d'azur, à la croix alésée d'argent. Au chef de gueules, brochant sur l'écartelé et semé d'étoiles d'argent. Sur le tout d'argent à une couronne murale de sable, ch. sur le cercle du mot SEVASTOPOL en lettres d'or, et sommée de trois drapeaux flottants, anglais, français et piémontais,. Supports : à dextre un Zouave du 2e régiment, à senestre un montagnard écossais, ayant tous deux l'arme en repos. Devise : VIRTUTIS FORTUNA COMES (La fortune est la compagne de la vertu.). |